# برنامه معمولی
برنامه معمولی (به انگلیسی: Regular Show) یک مجموعه انیمیشنی آمریکایی است که برای شبکه کارتون نتورک ساخته شده‌است؛ و از ۶ سپتامبر ۲۰۱۰ تا ۱۶ ژانویه ۲۰۱۷ پخش گردید.